# Made in Medina
Albums de Rachid Taha
1, 2, 3 Soleils
(1999) Rachid Taha Live 
(2001)
Made in Medina est le cinquième album solo de Rachid Taha paru le 7 novembre 2000 sur le label Barclay Records.

## Historique
Cet album est le fruit de la collaboration entre Rachid Taha et Steve Hillage qui le produit, signe les arrangements de cinq titres (1, 2, 3, 5, 10), en plus de jouer la guitare solo et rythmique sur l'ensemble de l'album.
La chanson Barra barra a été utilisée comme musique pour les films La Chute du faucon noir de Ridley Scott (2001) et The Hunting Party de Richard Shepard (2007), ainsi que pour la pub du jeu vidéo Far Cry 2 (2008).

## Réception critique
AllMusic a écrit que « bien que cela puisse ressembler à une liste de courses pour un grand magasin international, en fait, Medina a un son extrêmement cohérent, construit sur des rythmes proéminents et dansants, des mélodies fortes et des voix puissantes, le tout imprégné d'une saveur du Moyen-Orient. " Le Washington Post a qualifié l'album d'"union extatique du raï algérien et du rock, de la techno et du funk occidentaux". Selon l'édition française du magazine Rolling Stone, cet album est le 42e meilleur album de rock français.

## Liste des titres
1. Barra barra (À l'extérieur) - 5 min 48 s
2. Foqt foqt (Je ne suis plus dupe) - 6 min 10 s
3. Medina (La Ville) - 5 min 39 s
4. Ala jalkoum (À cause de vous) avec Femi Kuti - 4 min 55 s
5. Aï aï aï (Insouciance) - 6 min 30 s
6. Hey anta (Hey toi) - 4 min 30 s
7. Qalantiqa (Polenta) - 5 min 22 s
8. En retard - 4 min 56 s
9. Vérité - 6 min 06 s
10. Ho chèrie chèrie - 5 min 30 s
11. Garab (Approche) - 8 min 19 s

## Musiciens
- Rachid Taha : chant
- Steve Hillage : guitares solo et rythmique, arrangements des cordes, programmation, mixing, production
- Jeff Raines : guitare rythmique
- Robert Mercurio : basse
- Bob Loveday : violon
- Mahmoud Serour : violon
- Geoff Richardson : alto
- Helen Liebmann : violoncelle
- Hakim Hamadouche : mandolute, chœurs
- Jean-Max Mery : claviers
- Richard Vogel : claviers
- Femi Kuti : saxophone, chœurs
- Abdel Abrit : batterie
- Stanton Moore : batterie
- Hossam Ramzy : percussions, arrangements des cordes
- Hassan Lachal : percussions